# Sandwell Aquatics Centre
Le Centre aquatique de Sandwell sera une installation intérieure située à Londonderry, Smethwick, Midlands de l'Ouest, Angleterre. Il contiendra une piscine de taille olympique (l'une des deux seules dans la région des Midlands de l'Ouest), une plongeoir de 10 mètres avec 25 mètres de piscine (la seule dans l'ensemble des Midlands), une piscine communautaire et des sièges permanents pour 1 000 spectateurs avec des sièges supplémentaires pendant les Jeux. La construction a commencé en janvier 2020 et devrait être achevée au printemps 2022.
Le centre sera initialement utilisé pour les Jeux du Commonwealth de 2022 et est le seul site construit pour les jeux. Après les jeux, le centre fera l'objet d'un réaménagement et sera officiellement ouvert au public en mai 2023 lorsqu'il sera exploité par le Sandwell Leisure Trust. Pendant le réaménagement, les sièges utilisés pour les Jeux seront supprimés et deux salle de sport de 4 terrains, une gymnase de 108 stations, une salle de sport réservée aux femmes de 28 stations, trois studios d'activités, un studio de cyclisme en salle, un sauna, un hammam, un terrain de football avec vestiaires, une zone de plongeon à sec, un parc urbain et terrain de jeux, et café seront créés.
Le financement du centre provient de plusieurs sources. Le Conseil de l'arrondissement métropolitain de Sandwell contribue 27 millions de livres sterling, dont 38,5 millions de livres sterling provenant du budget global des Jeux du Commonwealth de Birmingham 2022. 7,6 millions de livres supplémentaires proviennent de Sport England, Black Country LEP, Sandwell Leisure Trust (SLT) et l'Université de Wolverhampton.